# Vikarskären (Vårdö, Åland)
Vikarskären är öar i Åland (Finland). De ligger i den nordöstra delen av landskapet, 50 km nordost om huvudstaden Mariehamn. Arean är 0,25 kvadratkilometer.
Terrängen på Vikarskären är mycket platt. Öns högsta punkt är 10 meter över havet. Den sträcker sig 0,7 kilometer i nord-sydlig riktning, och 0,6 kilometer i öst-västlig riktning.